# Die Toten vom Bodensee – Unter Wölfen
Die Toten vom Bodensee – Unter Wölfen ist ein deutsch-österreichischer ORF/ZDF-Fernsehfilm von Christian Theede aus dem Jahr 2022. Dies ist der 15. Teil der Krimiserie Die Toten vom Bodensee. Im ORF wurde der Film erstmals am 1. November 2022 gezeigt, die Erstausstrahlung im ZDF erfolgte am 7. November 2022. Auf Flimmit wurde der Film am 25. Oktober 2022 veröffentlicht.

## Handlung
In ihrem 15. gemeinsamen Fall drehen sich die Ermittlungen von Micha Oberländer aus Lindau und Hannah Zeiler aus Bregenz um einen Wolf, der durch die Wälder um den Bodensee streift und sowohl Tierschützer als auch Jäger auf den Plan ruft.
Forstarbeiter Oliver Schlösser findet eines Morgens die Leiche des Trophäenjägers Hans Joachim Hoppe, aufgespießt von einem der Pfähle seiner eigenen historischen Wolfsfalle. Vor dem Sturz in die Grube hatte er einen Schlag in den Nacken erhalten, somit liegt Fremdverschulden vor. In der Nähe der Falle findet sich eine Wildkamera sowie ein Hochstand, zu dem die Sprossen vermutlich von Tierschützern angesägt wurden. Hoppe übernachtete in der Pension von Gastwirtin Melanie Bodenbach, die nichts von Hoppes verbotener Jagd auf den Wolf gewusst haben will. Die Ermittler erwischen Melanies Sohn Timmy Bodenbach mit dem Laptop des Toten, der damit zu seinem von der Mutter getrennt lebenden Vater Frank flüchtete. Laut Frank leidet Timmy unter selektivem Mutismus und spricht nur mit seinen Eltern.
Verdächtig ist unter anderem Timmys Großmutter Ruth, die Besitzerin des Forstes, in dem der Mord geschah. Obwohl der Wolf immer wieder Lämmer aus ihrer Herde riss, spricht sich Ruth strikt gegen den Abschuss des Wolfes aus. Jahre davor, als ein anderer Wolf gesichtet wurde, war sie noch ganz anderer Meinung. Ihr Sinneswandel erfolgte, nachdem vor fünf Jahren ihre kleine Enkeltochter Antonia spurlos verschwand. Seitdem spricht deren Bruder Timmy kaum noch. Die Ermittler vermuten, dass Timmy nach Hinweisen auf seine Schwester auf dem Laptop des Toten gesucht hatte. Ruth glaubt im Gegensatz zu Melanie nicht, dass Antonia zurückkehrt.
Unter Verdacht gerät auch der Tierschützer Pit Adams, der sich für den Schutz des Wolfes einsetzte und an dem Oberländers Tochter Luna zu dessen Missfallen Gefallen findet. Adams hatte Streit mit Hoppe und musste nach einer Schlägerei mit ihm Sozialstunden leisten. Laut Adams war Hoppe vor fünf Jahren bei der letzten Wolfssichtung ebenfalls vor Ort. Hoppe war laut Melanie allerdings zum Zeitpunkt des Verschwindens von Antonia bereits abgereist, die damaligen Ermittlungen hatten dies bestätigt. Die Obduktion von Hoppes Leichnam ergibt eine Tatzeit zwischen Mitternacht und zwei Uhr morgens, Hoppe wurde mit einem Spaten erschlagen. Luna gibt Adams für die Tatzeit ein Alibi, sie war mit ihm zusammen.
Die sterblichen Überreste von Antonia werden in einer von Hoppes Wolfsfallen gefunden, die Falle wurde später mit Erde bedeckt, ein DNA-Abgleich bestätigt die Identität. Zeiler vermutet, dass der Mörder von Antonia auch der Mörder von Hoppe ist und er Hoppe umgebracht hatte, um zu verhindern, dass er die Leiche von Antonia in seiner Wolfsfalle entdeckt. Komlatschek und Oberländer finden über die Fotos von der Wildkamera heraus, dass Luna gemeinsam mit Pit Adams den Hochstand angesägt hatte. Ein DNA-Abgleich ergibt außerdem, dass nicht Frank Bodenbach der Vater von Antonia ist, sondern Oliver Schlösser. Frank hatte bereits vor fünf Jahren herausgefunden, dass er nicht der Vater ist; Oliver dagegen wusste nichts davon. Frank bestreitet allerdings, mit dem Verschwinden von Antonia etwas zu tun zu haben.
Gerichtsmediziner Egger findet heraus, dass die vermeintlichen Wolfsattacken von Oliver Schlösser mit einem Hydraulikwerkzeug simuliert wurden. Schlösser wollte damit erreichen, dass Ruth Lamprecht ihren Wald an Schlössers Auftraggeber, einen Schweizer Investmentfonds, verkauft, Ruth weigerte sich allerdings zu verkaufen. Außerdem wollte sie verhindern, dass jemand ihren Wald betritt. Die Ermittler vermuten daher, dass sie wusste, dass Antonia dort vergraben war. Timmy erinnert sich, die Reflektoren von Ruths Jacke in der Nacht, in der Antonia verschwand, gesehen zu haben. Ruth hatte Hoppe damals geholt, um die historischen Wolfsfallen aus dem 16. Jahrhundert auszugraben. Antonia stürzte wegen Ruth in eine der Fallen, nachdem sie sich erschreckte. Außerdem finden die Ermittler bei Ruth den Spaten, mit dem Hoppe niedergeschlagen wurde.
Nebenhandlung
Raphael Stadler beendet die Beziehung mit Hannah, nachdem sie doch nicht mit ihm auf den ursprünglich geplanten gemeinsamen Urlaub fahren möchte.

## Produktion und Hintergrund
Die Dreharbeiten fanden gemeinsam mit dem 14. Teil Das zweite Gesicht von Mitte April bis Mitte Juni 2021 am Bodensee und Umgebung statt.
Produziert wurde der Film von der Graf Filmproduktion GmbH und Rowboat Film- und Fernsehproduktion, beteiligt waren der Österreichische Rundfunk und das Zweite Deutsche Fernsehen. Unterstützt wurde die Produktion durch den Fernsehfonds Austria sowie das Land Vorarlberg.
Die Kamera führte Lukas Gnaiger, die Montage verantwortete Martin Rahner und das Casting Judith Limberger. Den Ton gestaltete Hjalti Bager-Jonathansson, das Szenenbild Christine Egger, das Kostümbild Heike Werner und die Maske Birgit Beranek und Tinka Katherina Brand.

## Rezeption

### Kritik
Tilmann P. Gangloff vergab auf tittelbach.tv 3,5 von 6 Sternen. Der solide, aber auch etwas spannungsarm inszenierte Bodensee-Krimi lebe vor allem von der Geschichte, die sich mehr und mehr zum Familiendrama wandle, sowie vom Ensemble. Als besonders gute Wahl erweise sich Jeremy Miliker.

### Einschaltquoten
Die Erstausstrahlung im ORF am 1. November 2022 erreichte in der Spitze bis zu 804.000 und durchschnittlich 787.000 Zuschauer, der Marktanteil lag bei 26 Prozent. Damit lag dieser Film auf dem dritten Platz seit Start der Reihe.
Bei der Erstausstrahlung von Die Toten vom Bodensee – Unter Wölfen im ZDF am 7. November 2022 verfolgten in Deutschland insgesamt 7,58 Millionen Zuschauer die Filmhandlung, was einem Marktanteil von 26,5 Prozent für das Zweite Deutschen Fernsehen entsprach. In der als Hauptzielgruppe für Fernsehwerbung deklarierten Altersgruppe von 14–49 Jahren erreichte Unter Wölfen 0,68 Millionen Zuschauer und damit einen Marktanteil von 10,0 Prozent in dieser Altersgruppe.